# Pris vare dig, o Jesu huld
Pris vare dig, o Jesu huld är en psalmtext med nio 4-radig verser översatta av Erik Nyström från Ira David Sankeys "Sacred Songs" och medtagna i Sånger till Lammets lof 1877. Tre decennier senare var texten medtagen med sju av verserna i Svensk söndagsskolsångbok 1908 och då noterad som författad av Lina Sandell. Samma år presenterades samma sju verser i Sionstoner och där angavs att den skulle sjungas till samma melodi som sång nr 58 Jag har en vän, som aldrig sviker med text av B. W., som var Bernhard Wadströms signatur. I Lova Herren 1988 anges att Lina Sandell författade texten år 1868.

## Publicerad som
- Nummer 64 i Sånger till Lammets lof 1877 9 verser, med titeln "Tacksägelse för ordet" i Erik Nyströms översättning.
- Nummer 614 i Sionstoner 1889 under rubriken "Om Nådens medel. Ordet." med 7 verser av Lina Sandell
- Nummer 83 i Svensk söndagsskolsångbok 1908 under rubriken "Guds ord" med 7 verser av Lina Sandell
- Nummer 227 i Lova Herren 1988 under rubrikem "Nådens medel. Ordet" med 7 verser av Lina Sandell